# Englundgambit
Den här artikeln använder algebraisk schacknotation för att beskriva schackdragen.
Englundgambit är en ovanlig schacköppning som karakteriseras av dragen:
1. d4 e5
I allmänhet fortsätter vit med 2.dxe5. Öppningen har fått sitt namn efter den svenske spelaren Fritz Englund (1871–1933). 

## Allmänna varianter

### Blackburne-Hartlaubs gambit
I Blackburne-Hartlaubs gambit fortsätter svart med 2...d6.

### Sollers gambit
I Sollers gambit fortsätter spelet med 2...Sc6 3.Sf3 f6. Gambiten har fått sitt namn efter tysken Karl Soller.

### Zilbermints gambit
I Zilbermints Gambit fortsätter spelet med 2...Sc6 3.Sf3 Sge7. Gambiten har fått sitt namn efter amerikanen Lev D. Zilbermints. Vit kan svara med 4.Sc3, varefter svart måste spela 4...h6, eftersom 4...Sg6 förlorar åt 5.Lg5! Le7 6.Lxe7 Dxe7 7.Sd5.

## Partiexempel
Vit: Viktor Korchnoi
Svart:  E Koning
År 1978
1. d4 e5 2. de5 Sc6 3. Sf3 De7 4. Sc3 Se5 5. Sd5 Sf3 6. gf3 Dd8 7. Dd4 d6 8. Lg5 Dd7 9. Lh3 Dh3 10. Sc7 Kd7 11. Sa8 Dg2 12. Da4 Ke6 13. De8 Kf5 14. De4 Kg5 15. f4 1-0 

### Fotnoter
1. ↑  http://www.chessgames.com/perl/chessgame?gid=1082504